# Toledo (Paraná)
Toledo è un comune del Brasile nello Stato del Paraná, parte della mesoregione dell'Oeste Paranaense e della microregione di Toledo. Si trova a 555 km dalla capitale dello Stato Curitiba.